# Campana in aria
Campana in aria is een compositie van Magnus Lindberg uit 1998.

## Geschiedenis
Magnus Lindberg en dirigent Esa-Pekka Salonen, beide Fin, zien hun muzikale carrière al jarenlang parallel ontwikkelen. Lindberg (van oorsprong pianist) legde zich steeds meer toen op componeren; Salonen (van oorsprong hoornist) wijdde zich aan het dirigeren. Hun muzikale en persoonlijke paden kruisen elkaar voortdurend. Zo ook met dit stuk, dat is geschreven voor de veertigste verjaardag van Salonen. Het werk heeft ook een Nederlands tintje: de VARA Matinee gaf opdracht voor het werk. Het werd dan ook voor het eerst uitgevoerd tijdens een matineeconcert op 6 juni 1998, door Salonen met het Radio Symfonie Orkest; Hans Dullaert was solist.

## Muziek
Campana in aria verwijst naar een manier van het bespelen van de hoorn. Normaliter wordt de beker naar achteren gehouden, met daarin de rechterhand van de hoornist. Campana in aria betekent (aangepast) Beker in de lucht, de hoorn moet dus ondersteund worden door de rechterhand. Deze houding van spelen laat de hoorn haar romantische klank verliezen, in plaats daarvan klinkt het meer als een koperblaasinstrument, een bijna metaalachtige klank. Het werk is daarom meer te vergelijken met een trompetconcert, dan bijvoorbeeld met een hoornconcert van Richard Strauss. Bovendien heeft Lindberg ervoor gezorgd, dat de hoornist met name in het hogere register moet spelen, hetgeen ervoor zorgt dat het timbre enigszins benepen klinkt, maar door alles minimaal forte te spelen overstemt het instrument alles.

## Orkestratie
- solist: hoorn
- 2 dwarsfluiten waaronder ook 1 piccolo, 2 hobo’s, 2 klarinetten, 2 fagotten;
- 2 hoorns, 2 trompetten, 2 trombones, geen tuba
- 1 percussionist waaronder glockenspiel, bekkens, tamtam; harp, celesta
- strijkinstrumenten

## Discografie
- Uitgaven Ondine; het Fins Radiosymfonieorkest o.l.v. Sakari Oramo met solist Esa Tapani

## Bron
- de compact disc
- FIMIC, Boosey and Hawkes voor orkestratie en premieregegevens